# Daniel Tossanus der Jüngere
Daniel Tossanus der Jüngere (auch Toussaint; * 1. März 1590 in Mömpelgard; † 3. Oktober 1655 in Heidelberg) war ein deutscher reformierter Theologe.

## Leben
Tossanus’ Großvater war der Reformator der Grafschaft Württemberg-Mömpelgard Peter Tossanus (Pierre Toussaint de Beaumont), sein Vater Samuel Tossanus ebenfalls Pfarrer in dieser Grafschaft. Tossanus’ Onkel Daniel Tossanus der Ältere wirkte ab 1582 als Pfarrer und Theologieprofessor in Heidelberg.
Nach dem Studium wurde Tossanus 1615 Lehrer und 1619 Konrektor am Kloster Neuhausen bei Worms und 1621 am Sapienzkolleg in Heidelberg. 1622 bei der Eroberung Heidelbergs durch die von Johann T’Serclaes von Tilly geführten Truppen vertrieben, wirkte er von 1624 bis 1627 als Prediger bei der wallonischen Gemeinde in Frankenthal. 1627 erhielt er das Rektorat des Gymnasiums in Basel. 1650 kehrte er als Ephorus an das Sapienzkolleg in Heidelberg zurück, wo er auch Prediger der wallonischen Gemeinde, Theologieprofessor und Kirchenrat wurde. Zur Wiedereröffnung der Heidelberger Universität hielt er die Festrede.
Eine von Tossanus’ Töchtern, Maria Elisabeth (1648–1697), war ab 1666 mit dem Theologieprofessor Reinhold Pauli verheiratet.

## Schriften (Auswahl)
- Johannis Buxtorfii senioris, linguae sanctae in Academia Basileensi professoris publici, vita et mors. Basel 1639 (Neuausgabe: Des Johann Buxtorf senior, Professor der heiligen Sprache an der Akademie zu Basel Leben und Tod. Hamm 1978).
- Heidelberga Constituta, Destituta, Restituta. Sive Oratio Votiva : qua Post varias Heidelbergae, Totiusque Palatinatus vicissitudines Serenissimo Principi, ac Domino, Domino Carolo Ludovico … Hanoviae : Ammonius, 1650